# توپ طلای ۱۹۸۸

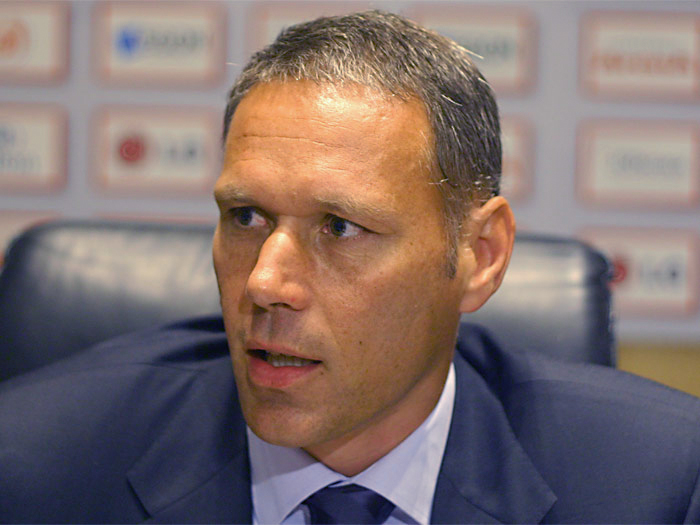
مارکو فان باستن برندهٔ توپ طلا ۱۹۸۸

توپ طلای ۱۹۸۸ (فرانسوی: 1988 Ballon d'Or‎) ۳۳مین رویداد سالیانهٔ توپ طلا بود که از سوی مجلهٔ فرانس فوتبال به بهترین بازیکن فوتبال در سال ۱۹۸۸ اعطا گردید که در این سال، مارکو فان باستن برندهٔ توپ طلا شد.

## رتبه‌بندی
| ردیف | نام                  | باشگاه                         | ملیت                             | امتیاز |
| ---- | -------------------- | ------------------------------ | -------------------------------- | ------ |
| ۱    | مارکو فان باستن      | باشگاه فوتبال آ.ث. میلان       | هلند                             | ۱۲۹    |
| ۲    | رود گولیت            | باشگاه فوتبال آ.ث. میلان       | هلند                             | ۸۸     |
| ۳    | فرانک ریکارد         | باشگاه فوتبال آ.ث. میلان       | هلند                             | ۴۵     |
| ۴    | الکسی میخایلیچنکو    | باشگاه فوتبال دینامو کی‌یف      | اتحاد جماهیر شوروی               | ۴۱     |
| ۵    | رونالد کومان         | باشگاه فوتبال پی‌اس‌وی آیندهوون  | هلند                             | ۳۹     |
| ۶    | لوتار ماتئوس         | باشگاه فوتبال اینتر میلان      | آلمان غربی                       | ۱۰     |
| ۷    | جانلوکا ویالی        | باشگاه فوتبال سمپدوریا         | ایتالیا                          | ۷      |
| 8    | فرانکو بارزی         | باشگاه فوتبال آ.ث. میلان       | ایتالیا                          | ۵      |
| 8    | یورگن کلینزمن        | باشگاه فوتبال اشتوتگارت        | آلمان غربی                       | ۵      |
| 8    | Oleksandr Zavarov    | باشگاه فوتبال یوونتوس          | اتحاد جماهیر شوروی               | ۵      |
| 11   | Tanju Çolak          | باشگاه فوتبال گالاتاسرای       | ترکیه                            | ۴      |
| 11   | Oleh Kuznetsov       | باشگاه فوتبال دینامو کی‌یف      | اتحاد جماهیر شوروی               | ۴      |
| 13   | رینات داسایف         | باشگاه فوتبال سویا             | اتحاد جماهیر شوروی               | ۳      |
| 13   | Anatoliy Demyanenko  | باشگاه فوتبال دینامو کی‌یف      | اتحاد جماهیر شوروی               | ۳      |
| 13   | گلن هیزن             | باشگاه فوتبال فیورنتینا        | سوئد                             | ۳      |
| 13   | میچل (بازیکن فوتبال) | باشگاه فوتبال رئال مادرید      | اسپانیا                          | ۳      |
| 17   | Flemming Povlsen     | باشگاه فوتبال کلن              | دانمارک                          | ۲      |
| 17   | میشل پرودوم          | باشگاه فوتبال مشلان            | بلژیک                            | ۲      |
| 17   | والتر زنگا           | باشگاه فوتبال اینتر میلان      | ایتالیا                          | ۲      |
| 20   | گئورگی هاجی          | باشگاه فوتبال استوا بخارست     | رومانی                           | ۱      |
| 20   | روبرتو مانچینی       | باشگاه فوتبال سمپدوریا         | ایتالیا                          | ۱      |
| 20   | دژان ساویسویچ        | باشگاه فوتبال ستاره سرخ بلگراد | جمهوری فدرال سوسیالیستی یوگسلاوی | ۱      |
| 20   | نویل ساوتال          | باشگاه فوتبال اورتون           | ولز                              | ۱      |
| 20   | دراگان استویکوویچ    | باشگاه فوتبال ستاره سرخ بلگراد | جمهوری فدرال سوسیالیستی یوگسلاوی | ۱      |